# Barbara Mason
Barbara Manson est une chanteuse américaine de soul, née le 9 août 1947 à Philadelphie (États-Unis), connu pour plusieurs hits de musique R&B et pop dans les années 1960 et 1970.
Son titre phare est Yes I'm Ready (1965). Elle a sorti 12 albums et joué avec plusieurs chanteurs phares de son époque, notamment Curtis Mayfield, Jackie Wilson et Isaac Hayes. Elle a fondé son propre label, Lioness Recordings, et sa société de production Mason Media Productions, ainsi qu'une société de diffusion, Marc James Music.

## Discographie

### Albums
- Yes I'm Ready, 1965
- Oh How It Hurts, 1968
- If You Knew Him Like I Do, 1970
- Give Me Your Love, 1972
- Lady Love, 1973
- Transition, 1974
- Love's the Thing, 1975
- Locked in This Position, 1977
- I Am Your Woman, She Is Your Wife, 1978
- A Piece of My Life, 1980
- Another Man, 1984
- Feeling Blue, 2007